# Euchlanis arenosa
Euchlanis arenosa är en hjuldjursart som beskrevs av Myers 1936. Euchlanis arenosa ingår i släktet Euchlanis och familjen Euchlanidae. Inga underarter finns listade i Catalogue of Life.